# Distribuční trafostanice Kfely
Distribuční trafostanice Kfely je bývalá trafostanice u Kfel u Horního Slavkova, nyní nemovitá kulturní památka Karlovarského kraje.
Trafostanice byla postavena v roce 1910 a měnila napětí z malé tepelné elektrárny při továrně na kůže Franze Roßmeissla v Horním Slavkově. Továrna byla v provozu do poloviny dvacátých let 20. století. Trafostanice však plnila svůj účel pravděpodobně až do šedesátých let, kdy byla nahrazena novou trafostanicí přímo v obci. Drobná stavba v polích u Kfel je výjimečná jako přechodová forma od plechové kioskové trafostanice, které jsou v Česku dochovány pouze dvě, v Kadani a Bílině, ke zděným věžovým trafostanicím. Protože pochází z období před tzv. elektrifikačním zákonem, jde o nenormovanou, jedinečnou stavbu a vzácný doklad historického vývoje rozvodné soustavy vysokého napětí.